# The Vanishing of Sidney Hall
The Vanishing of Sidney Hall (originaltitel: Sidney Hall) är en amerikansk mysteriedramafilm, vars premiärvisning ägde rum på Sundance Film Festival i USA, den 25 januari 2017. Filmen är regisserad av Shawn Christensen, som även är en av manusförfattarna. I huvudrollerna syns Logan Lerman, Elle Fanning, Michelle Monaghan, Nathan Lane och Kyle Chandler.

## Handling
Filmens handling kretsar kring den unge och kontroversiella romanförfattaren Sidney Hall, som en dag, efter att ha uppnått berömmelse och ryktbarhet genom sin senaste bästsäljande roman, försvinner spårlöst från allmänheten. En gåtfull detektiv bestämmer sig för att leta efter Sidney, vars böcker är kopplade till en rad mystiska mordbränder.

## Rollista
| Logan Lerman          | – Sidney Hall               |
| Elle Fanning          | – Melody Jameson            |
| Michelle Monaghan     | – Velouria Hall             |
| Kyle Chandler         | – Detektiven/Francis Bishop |
| Blake Jenner          | – Brett Newport             |
| Nathan Lane           | – Harold                    |
| Margaret Qualley      | – Alexandra                 |
| Yahya Abdul-Mateen II | – Duane Jones               |
| Tim Blake Nelson      | – Johan Tidemand            |
| Janina Gavankar       | – Gina                      |
| Darren Pettie         | – Gerald Hall               |
| Alex Karpovsky        | – David Bauer               |